# Ikedidae
Ikedidae zijn een familie van borstelwormen (Polychaeta) uit de orde van de Echiuroidea.

## Geslachten
De volgende geslachten zijn bij de familie ingedeeld:
- Ikeda Wharton, 1913

### Synoniemen
- Rubricelatus DattaGupta & Menon, 1976 => Prashadus Stephen & Edmonds, 1972 -> Ikeda Wharton, 1913